# 狩勝第一トンネル
座標: 北緯43度3分10.4秒 東経142度41分46.7秒 / 北緯43.052889度 東経142.696306度
狩勝第一トンネル（かりかちだいいちトンネル）は、北海道空知郡南富良野町にある全長 2,351mの道東自動車道にあるトンネルである。
当トンネルは、標高 626mにあり、北海道内の高速道路で最高地点である。

## 隣
E38 道東自動車道
(5) 占冠IC - 占冠PA - 東占冠TN - 滝の沢TN - ホロカトマムTN - 下トマムTN - (6) トマムIC - 狩勝第一TN - 狩勝第二TN - 新得SIC（事業中） - 広内TN - (7) 十勝清水IC